# 南の文芸館
南の文芸館（みなみのぶんげいかん）は、NHKでかつて放送されていたラジオ番組である。2008年度までは福岡局が幹事局を務め、九州・沖縄の各局が持ち回りで制作していた。

## 概要
NHKには、札幌局が幹事となり、北海道の放送局が制作している『北の文芸館』というラジオ番組がある。その南国版である。
九州・沖縄が舞台となったり、九州・沖縄にゆかりがある作家が記した文学作品を、当該地を管轄する放送局のアナウンサーが朗読する。

## 放送日時
※九州・沖縄地区ラジオ第1での放送。
2007年度
最終日曜日（原則）　22:15 - 22:55
「ラジオ文芸館」を差し替え（概ね最終週は全国放送の場合はアンコールの週に充てられる）。
2008年度
最終土曜日（原則）　21:05 - 21:55
「ふるさと自慢うた自慢」を差し替え。4月は第3週の放送。
2009年度
最終土曜日（原則、年4回）　22:15 - 22:55
「ラジオ文芸館」を差し替え。また、ゾーンを一部統合。
2010年度
特集化され、FMで以下の1回のみの放送だった。
2011年3月26日（土曜日）　21:00 - 22:00

## 放送歴
2009年度以降
| 回数 | 放送日         | 朗読担当局   | 取り上げられた作品                                          | 作者                          | 朗読者     |
| ---- | -------------- | ------------ | ----------------------------------------------------------- | ----------------------------- | ---------- |
| 20   | 2009年5月30日  | 鹿児島       | つみきのいえ （第81回アカデミー賞短編アニメーション部門賞） | 加藤久仁生原作・ 平田研也脚本 | 浦田典明   |
| 20   | 2009年5月30日  | 鹿児島       | マジョモリ                                                  | 梨木香歩                      | 藤井まどか |
| 20   | 2009年5月30日  | 福岡         | 神の国 高千穂（「名人は危うきに遊ぶ」より）                 | 白洲正子                      | 渡邊佐和子 |
| 21   | 2009年9月26日  | 北九州       | 親に先立つ孝行（「法廷に吹く風」より）                      | 佐木隆三                      | 後藤理     |
| 21   | 2009年9月26日  | ちょうちょう |                                                             |                               |            |
| 22   | 2009年12月19日 | 北九州       | 或る「小倉日記」伝（松本清張生誕100年記念）                 | 松本清張                      | 後藤理     |
| 22   | 2009年12月19日 | 鹿児島       | 踊る大紐育（ニューヨーク）（「あの空の下で」より）          | 吉田修一                      | 吉田真人   |
| 22   | 2009年12月19日 | 佐賀         | 次郎物語                                                    | 下村湖人                      | 川崎寛司   |
| 23   | 2010年3月27日  | 北九州       | 李花（火野葦平死没50年記念）                                | 火野葦平                      | 後藤理     |
| 23   | 2010年3月27日  | 長崎・佐賀   | 白仏                                                        | 辻仁成                        | 谷口慎一郎 |
| 23   | 2010年3月27日  | 熊本         | 切羽へ                                                      | 井上荒野                      | 猪原智紀   |
| 24   | 2011年3月26日  | 北九州       | 南の島の白い花                                              | みずかみかずよ                | 後藤理     |
| 24   | 2011年3月26日  | 佐賀         | 望郷の道                                                    | 北方謙三                      | 丹沢研二   |
| 24   | 2011年3月26日  | 大分         | （「街道をゆく」より）                                      | 司馬遼太郎                    | 黒田信哉   |

## 担当アナウンサー
- 番組進行：守本奈実（18回まで）→渡邊佐和子（19回から23回まで）→佐々木理恵（24回）
- ディレクター：塩澤大輔（20回まで）→不明
- 朗読講座：二宮正博（19回まで）

## 補遺
- 番組は福岡局で進行し、朗読部分は各放送局で事前に収録されたもの。
- 2008年度までの放送休止：
  - 2007年7月　第21回参議院議員通常選挙開票速報のため
  - 同年10月　『九州劇場』（ラジオドラマ）放送のため
  - 同年12月　年末特別編成のため
  - 2008年8月　北京オリンピック中継による夏季特別編成のため
  - 2009年2月
- 朗読部分は基本的にはスタジオ収録であるが、2008年度までの沖縄局当番分は、事前に収録され、後日沖縄県向けにテレビ放送される沖縄戦をテーマとした『NHKアナウンサーによる朗読シアター』から内容を再編集したもの。